# Hotel Sowls
Hotel Sowls은 Studio SOTT에서 2019년 12월 31일에 출시한 비디오 게임이다. 호텔에 머물게 된 플레이어가 잃어버린 신비한 '돌'을 찾기 위해 호텔의 비밀을 하나 둘 풀어가는 미스테리 어드벤처 게임이다.

## 게임 플레이
WASD로 이동하며 Tab 키로 인벤토리를 그리고 E로 저널을 열 수 있다.
플레이어는 게임의 배경인 호텔을 돌아다니면서 아이템, 이상한 쪽지 그리고 호텔 스태프들의 정보를 모아 호텔의 비밀을 풀어야 한다.